# Dan O'Brien
Daniel Dion "Dan" O'Brien (Portland, 18 de julho de 1966) é um atleta norte-americano, e um dos maiores decatletas de todos os tempos.
Foi recordista mundial do heptatlo entre 1993 e 2010, e do decatlo entre 1992 e 1999. No decatlo, foi campeão olímpico em Atlanta 1996, tricampeão mundial outdoor em 1991, 1993 e 1995. E no heptatlo, foi campeão mundial indoor em 1993.